# Fjodor Nikolajevič Jurčihin
Fjodor Nikolajevič Jurčihin (rusko Фёдор Николаевич Юрчихин), ruski kozmonavt, * 3. januar 1959, Batumi, avtonomna republika Adžarija, Gruzija.
Jurčihin je leta 1976 končal gimnazijo v Batumiju. Leta 1983 je končal študij strojništva na Moskovskem letalskem inštitutu. Postal je strokovnjak za zračna plovila. Leta 2001 je doktoriral iz ekonomije na Moskovski državni univerzi.
Avgusta 1997 so ga v podjetju RKK Energija vpoklicali za mesto kozmonavta. Med letoma 1998 in 1998 je končal osnovno usposabljanje. Novembra je postal preskusni kozmonavt. Januarja 2000 je začel vaditi v preskusni kozmonavtski skupini za program Mednarodne vesoljske postaje (ISS).
7. oktobra 2002 je Jurčihin kot strokovnjak odprave poletel v raketoplanu Atlantis na njegovi odpravi STS-112 do Mednarodne vesoljske postaje. Plovilo se je 18. oktobra vrnilo in pristalo v Vesoljskem središču Johna F. Kennedyja (KSC).
Jurčihin je poročen z Lariso Anatoljevno. Imata dve hčeri.
1. 1 2  http://www.jsc.nasa.gov/Bios/htmlbios/yurchikhin.html